# Левандовская, Ирена
Ирена Левандовская (пол. Irena Lewandowska, 11 июля 1931, Варшава — 5 декабря 2018) — польская переводчица русскоязычной литературы, автор (вместе с Витольдом Домбровским) первого польского перевода «Мастера и Маргариты» (1969), считаемого в Польше каноническим.

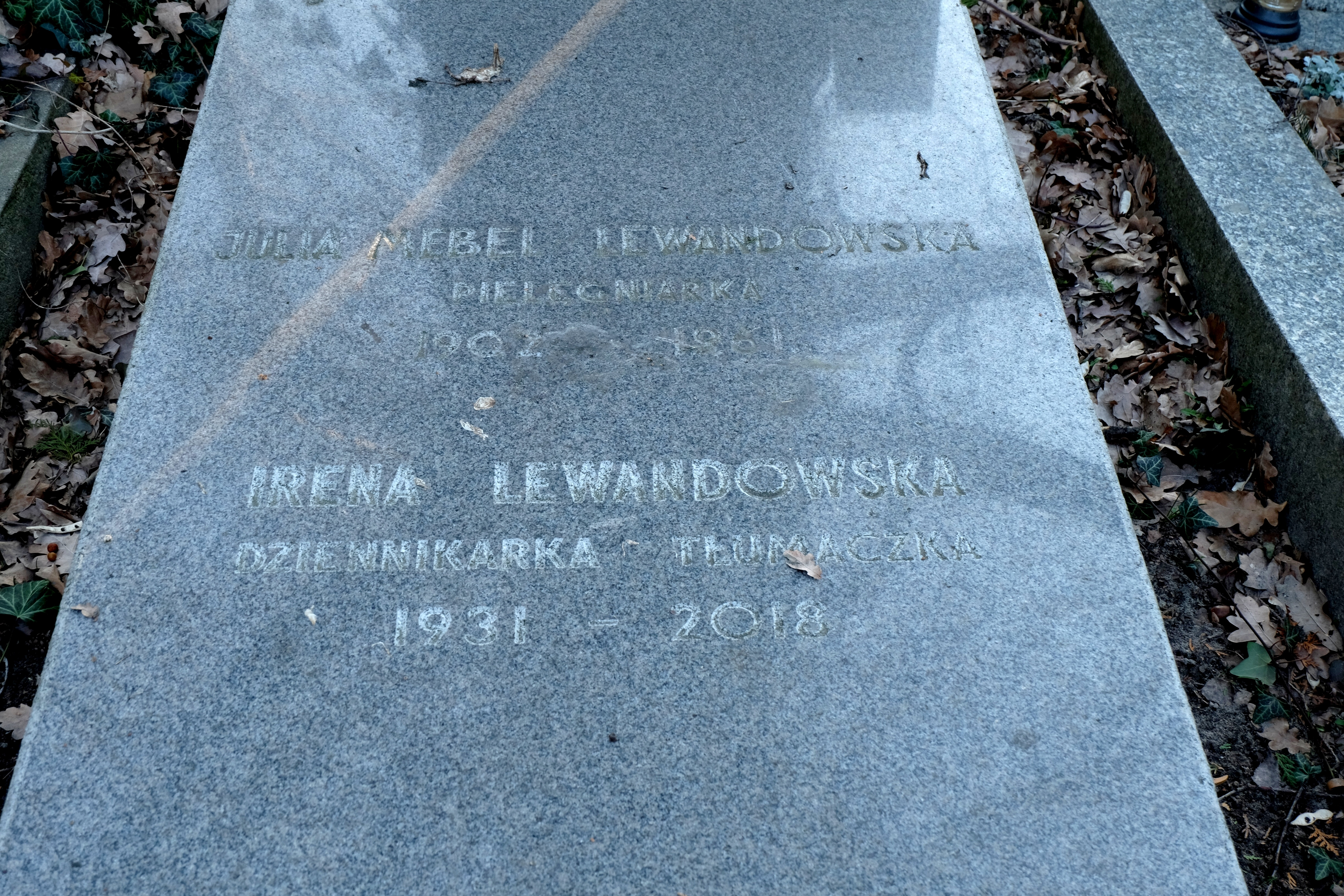
Могила Ирены Левандовской на кладбище в Повонзках

Родилась в Варшаве 11 июля 1931 года в семьи журналиста Самуела Клетза и медсестры Юлии Иты Мебель. Во время немецкой оккупации, вместе с матерью, пользовалась фамилией Левандовская, которую они взяли после войны. Дебютировала как переводчица уже в 1948 году, когда в журнале «Przyjaźń» (Дружба) был распечатан её перевод прозы Первомайского. В годах 1950—1955 изучала экономику в Главной школе планирования и статистики. Работала журналисткой в журналах «Chłopska Droga», «Przegląd Kulturalny» и «Sztandar Młodych». Её фельетоны, статьи, интервью с российскими писателями, рецензии, а также переводы публиковались в журналах «Szpilki», «Dialog», «Polityka», «Filipinka» и «Kobieta i Życie».
В 1969 году, вместе с Витольдом Домбровским, перевела на польский язык «Мастера и Маргариту». До сих пор, этот перевод считается каноническим. Совместно с Домбровским, перевела также «Один день Ивана Денисовича» А. И. Солженицына. Кроме того, Левандовская является автором переводов книг, между прочим, Булата Окуджавы, Венедикта Ерофеева и братьев Стругацких.
В январе 1976 года она была одной из подписантов так называемого Мемориала 101, протестующего против предложенных изменений в Конституцию. После введения в Польше военного положения, её интернировали, но 27 декабря 1981 была уволена, а потом сотрудничала с подпольными журналами, как «Wezwanie», «Vacat», «Unia», «Kultura Niezależna». Сотрудничала с Комитетом защиты рабочих, распространяя его бюллетень, а также редактировала газету мазовецкой Солидарности «Niezależność». После падения коммунизма писала и переводила для Газеты Выборчей.
С 1971 года была членом Союза польских писателей, а с 1989 член Общества польских писателей (пол. Stowarzyszenie Pisarzy Polskich) и польского отделения ПЕН-клуба. Награждена Серебряным Крестом Заслуги (1976), бронзовую медалью «За заслуги в культуре Gloria Artis» (2007), получила также Кавалерский крест Ордена возрождения Польши (2011).
Была в отношениях с Витольдом Домбровским, с которым у неё была дочь Юстына. Умерла 5 декабря 2018, похоронена на неделю позже на воинском кладбище в Повонзках.